# Neoarius pectoralis
Neoarius pectoralis är en fiskart som först beskrevs av Kailola 2000.  Neoarius pectoralis ingår i släktet Neoarius och familjen Ariidae. Inga underarter finns listade i Catalogue of Life.